# Gezang
Een gezang is een term die in protestants-christelijke Kerken in Nederland gebruikt wordt voor een bepaald type kerkelijk lied. In de Angelsaksische landen gebruikt men de benaming "hymn". In de protestantse eredienst wordt onderscheid gemaakt tussen psalmen en gezangen. Ze zijn apart in de liedbundel opgenomen. Psalmen zijn berijmde liederen die rechtstreeks geënt zijn op het Boek der Psalmen in het Oude Testament, en gezangen zijn liederen uit elke andere bron. Er zijn echter psalmen die onder gezangen zijn opgenomen. Meestal zijn de teksten van gezangen vervaardigd door dichters, maar in een enkel geval kan een gezang ook een toonzetting van een tekst uit het Nieuwe Testament zijn.
De muziek van verschillende gezangen is soms afgeleid van (ooit) bekende liederen, en een enkel gezang uit het liedboek bezit dan ook landelijke bekendheid, ook onder niet-christenen. Zo behoren het Wilhelmus en Stille Nacht in sommige bundels ook tot de gezangen, en is er ook een gezang op de wijs van het Engelse volkslied. Soms leidt het lenen van bestaande zangwijzen tot kwesties: een gezang op de wijs van het Israëlische volkslied werd door joden niet op prijs gesteld, wat tot discussies leidde. De meeste gezangen zijn echter speciaal getoonzet door componisten, en in een protestants liedboek vindt men derhalve al snel allerlei bekende componisten uit de muziekgeschiedenis terug.

## Gebruik van gezangen
Gezangen worden in een groot deel van de protestantse Kerken gezongen. Het zingen van gezangen is echter niet uitsluitend voorbehouden aan 'reguliere' Kerken. Een klein aantal gezangen is ook opgenomen als opwekkingslied in de zangbundels die in de charismatische evangelische en pinkstergemeenten gebruikt worden. Hoe rechtzinniger het gedachtegoed van een kerkelijke gemeente is, hoe kritischer de houding ten opzichte van het zingen van gezangen. In een behoudend of bevindelijk kerkgenootschap wil men uitsluitend psalmen zingen, omdat deze naar hun overtuiging het dichtst aansluiten bij de bron van alle lofzang: de Bijbel zelf. Deze overtuiging geldt overigens alleen voor de eigenlijke kerkdienst: in huiselijke kring mag en zal men zeker gezangen zingen. In de loop van de kerkgeschiedenis zijn verbitterde veten uitgebroken over de 'gezangenkwestie'. Nog in 2011 leidde het vraagstuk tot felle debatten in Schotland: wel of geen gezangen laten zingen?

## Gezangenbundels
Afhankelijk van het type kerkgenootschap en de mate van behoudendheid van de gemeenteleden, worden zeer oude of juist nieuwere gezangenbundels gebruikt tijdens de kerkelijke eredienst. De gezangen in de bundels zijn ingedeeld naar thema.
Zie ook christelijke liedbundel